# 7718 Desnoux
7718 Desnoux este un asteroid din centura principală de asteroizi.

## Descriere
7718 Desnoux este un asteroid din centura principală de asteroizi. A fost descoperit pe 10 martie 1997 la Ramonville-St-Agne de Christian Buil. El prezintă o orbită caracterizată de o semiaxă mare de 3,04 ua, o excentricitate de 0,11 și o înclinație de 12,6° în raport cu ecliptica.